# Horní Krupá
Horní Krupá település Csehországban, a Havlíčkův Brod-i járásban. Horní Krupá Dolní Krupá, Rozsochatec, Olešná, Knyk, Sedletín, Jilem, Havlíčkův Brod és Čachotín településekkel határos. Lakosainak száma 625 fő (2024. január 1.).

## Népesség
A település lakosságának változását az alábbi diagram mutatja:
| Lakosok száma | 650  | 642  | 579  | 462  | 444  | 456  | 561  | 566  | 599  | 625  |
|               | 1869 | 1890 | 1921 | 1950 | 1980 | 2001 | 2017 | 2019 | 2022 | 2024 |